# Dixonius vietnamensis
Espèce
Statut de conservation UICN

 LC  : Préoccupation mineure
Dixonius vietnamensis est une espèce de geckos de la famille des Gekkonidae.

## Répartition
Cette espèce se rencontre dans les provinces de Khánh Hòa et de Bình Thuận au Viêt Nam et au Cambodge.

## Description
C'est un gecko insectivore.

## Étymologie
Son nom d'espèce, composé de vietnam et du suffixe latin -ensis, « qui vit dans, qui habite », lui a été donné en référence au lieu de sa découverte.

## Publication originale
- Das, 2004 : A new species of Dixonius (Sauria: Gekkonidae) from southern Vietnam. The Raffles Bulletin of Zoology, vol. 52, n. 2, p. 629-634 (texte intégral).